# Matt Guokas (1944)
Matthew George Guokas jr., detto Matt (Filadelfia, 25 febbraio 1944), è un ex cestista, allenatore di pallacanestro e dirigente sportivo statunitense, professionista nella NBA.
È il figlio di Matt Guokas sr. e il nipote di Al Guokas.

## Carriera
Venne selezionato dai Philadelphia 76ers al primo giro del Draft NBA 1966 (9ª scelta assoluta).

## Statistiche

### Allenatore
| Stagione | Squadra            | Regular Season | Regular Season | Regular Season | Regular Season | Regular Season          | Post Season                                             |
| Stagione | Squadra            | V              | P              | % V            | G              | Posizione finale        | Post Season                                             |
| -------- | ------------------ | -------------- | -------------- | -------------- | -------------- | ----------------------- | ------------------------------------------------------- |
| 1985-86  | Philadelphia 76ers | 54             | 28             | 65,9           | 82             | 2º in Atlantic Division | Sconfitto alle Semifinali di Conference dai Bucks (3-4) |
| 1986-87  | Philadelphia 76ers | 45             | 37             | 54,9           | 82             | 2º in Atlantic Division | Sconfitto al Primo Round dagli Bucks (2-3)              |
| 1987-88  | Philadelphia 76ers | 20             | 23             | 46,5           | 43             | -                       | -                                                       |
| 1989-90  | Orlando Magic      | 18             | 64             | 22,0           | 82             | 7º in Central Division  | Manca i Playoffs                                        |
| 1990-91  | Orlando Magic      | 31             | 51             | 37,8           | 82             | 4º in Midwest Division  | Manca i Playoffs                                        |
| 1991-92  | Orlando Magic      | 21             | 61             | 25,6           | 82             | 7º in Atlantic Division | Manca i Playoffs                                        |
| 1992-93  | Orlando Magic      | 41             | 41             | 50,0           | 82             | 4º in Atlantic Division | Manca i Playoffs                                        |
|          | Carriera           | 230            | 205            | 43,0           | 535            |                         |                                                         |

## Palmarès

### Giocatore
- NCAA AP All-America Second Team (1966)
- Campionato NBA: 1

Philadelphia 76ers: 1967